# 2839 Annette
2839 Annette eller 1929 TP är en asteroid i huvudbältet som upptäcktes den 5 oktober 1929 av den amerikanske astronomen Clyde Tombaugh vid Lowell-observatoriet. Den är uppkallad efter Annette Tombaugh, dotter till upptäckaren.
Asteroiden har en diameter på ungefär 7 kilometer.